# Química verde
Química verde é uma ciência relacionada ao meio ambiente. Foi introduzida nos Estados Unidos, pelo cientista Mark Harrison, da Universidade de Lehigh. Essa ciência basicamente tem o conceito de que os elementos químicos não podem degradar a natureza.
Historicamente, a química verde surgiu a partir de uma variedade de ideias existentes e os esforços de pesquisas (tais como economia de átomos e catálise) no período que antecedeu a década de 1990, no contexto de uma crescente atenção aos problemas de poluição química e esgotamento de recursos. O desenvolvimento da química verde na Europa e nos Estados Unidos estava ligado a uma mudança nas estratégias de resolução de problemas ambientais: um movimento de comando e regulação de controle e redução obrigatória das emissões industriais, a fim de prevenir a ativa poluição através do design inovador das próprias tecnologias de produção. O conjunto de conceitos, hoje reconhecidos como a “química verde”, se uniram na metade da década de 1990, juntamente com uma adoção mais ampla do termo, que prevaleceu sobre termos concorrentes, tais como química "limpa" ou "sustentável". [1][2]
A Química Verde é definida pela International Union of Pure and Applied Chemistry - IUPAC, como:
"A invenção, desenvolvimento e aplicação de produtos e processos químicos para reduzir ou eliminar o uso e a geração de substâncias perigosas". Nessa definição, o termo “perigosas” deve ser entendido como substâncias nocivas de algum modo à saúde humana ou ao meio ambiente.
Basicamente, a química verde é uma área de química e engenharia química focada na concepção de produtos e processos que minimizam o uso e a geração de substâncias perigosas. [3] Considerando que a química ambiental se concentra nos efeitos de substâncias químicas poluentes sobre a natureza, a química verde se concentra em abordagens tecnológicas para prevenir a poluição e reduzir o consumo de recursos não renováveis. Se sobrepõe a todas as subdisciplinas de química, mas com um foco particular na síntese química, química de processo e engenharia química, em aplicações industriais. Em menor grau, os princípios da química verde também afetam as práticas laboratoriais. Os objetivos globais da química verde - ou seja, design mais eficiente em recursos e intrinsecamente mais seguro de moléculas, materiais, produtos e processos - podem ser perseguidos em uma ampla gama de contextos. [4][5][6][7][8][9]
Pode ser utilizada em várias áreas como: reciclagem de materiais orgânicos, na despoluição de indústrias siderúrgicas e na construção dos chamados "prédios verdes": edifícios feitos com materiais não-poluentes.
Mercedes-Benz, fábrica alemã de automóveis, estão usando essa química nos escapamentos dos carros para transformar dióxido de carbono em ar e água.
Assim, a química verde é cada vez mais vista como uma poderosa ferramenta que os pesquisadores devem usar para avaliar o impacto ambiental da nanotecnologia. À medida que os nanomateriais são desenvolvidos, os impactos ambientais e de saúde humana, tanto dos produtos como dos processos para fazê-los, devem ser considerados para assegurar sua viabilidade econômica a longo prazo. [10]

## Princípios
Em 1998, Paul Anastas publicou um conjunto de doze princípios para orientar a prática da química verde, sendo que estes abordam uma série de maneiras de reduzir os impactos ambientais e de saúde da produção química e também indicam prioridades de pesquisa para o desenvolvimento de tecnologias de química verde. [11]
Os princípios abrangem conceitos como:
- A concepção de processos para maximizar a quantidade de matéria-prima que termina no produto;
- A utilização de matérias-primas e fontes de energia renováveis;
- A utilização de substâncias seguras e benignas para o ambiente, incluindo solventes, sempre que possível;
- A concepção de processos de eficiência energética.

Os doze princípios da química verde são:
1. É melhor prevenir o desperdício do que tratar ou limpar o lixo depois de formado.
2. Métodos sintéticos devem ser projetados para maximizar a incorporação de todos os materiais utilizados no processo no produto final.
3. Sempre que possível, as metodologias sintéticas devem ser concebidas para utilizar e gerar substâncias que possuem pouca ou nenhuma toxicidade para a saúde humana e para o ambiente.
4. Os produtos químicos devem ser concebidos para preservar a eficácia da função, reduzindo simultaneamente a toxicidade.
5. A utilização de substâncias auxiliares (como solventes, agentes de separação, etc.) deve ser tornada desnecessária sempre que possível e inócua quando utilizada.
6. Os requisitos energéticos devem ser reconhecidos por seus impactos ambientais e econômicos e devem ser minimizados. Os métodos sintéticos devem ser conduzidos à temperatura e pressão ambiente.
7. A matéria-prima deve ser renovável e economicamente viável.
8. A redução de derivados deve ser evitada, sempre que possível.
9. Os reagentes catalíticos (tão seletivos quanto possível) são superiores aos reagentes estequiométricos.
10. Os produtos químicos devem ser concebidos de modo que, no final da sua função, não persistam no ambiente e se decompõem em produtos de degradação inócuos.
11. As metodologias analíticas precisam ser desenvolvidas para permitir a monitoração e controle em tempo real antes da formação de substâncias perigosas.
12. As substâncias e a forma como elas são utilizadas em um processo químico devem ser escolhidas de modo a minimizar o potencial de acidentes químicos, incluindo libertações, explosões e incêndios.

## Exemplos
Como já discutido, muitas industrias e, até mesmo, pequenos laboratórios químicos, vêm buscando se adequar aos princípios da química verde. Vários exemplos podem ser citados: desenvolvimento de catalisadores; eliminação ou substituição de solventes; uso de matérias-primas renováveis; substituição de produtos tóxicos por outros ambientalmente aceitáveis. Abaixo seguem alguns exemplos mais específicos. 
- Solventes verdes

Solventes são consumidos em grandes quantidades em muitas sínteses químicas, bem como para a limpeza. Os solventes tradicionais são frequentemente tóxicos ou clorados. Os solventes verdes, por outro lado, são geralmente derivados de recursos renováveis e biodegradáveis a produtos inócuos, muitas vezes de ocorrência natural. [12][13]
- Técnicas sintéticas

As técnicas sintéticas novas ou aperfeiçoadas podem muitas vezes proporcionar um melhor desempenho ambiental ou permitir uma melhor aderência aos princípios da química verde. Por exemplo, o Prêmio Nobel de Química de 2005 foi concedido a Yves Chauvin, Robert H. Grubbs e Richard R. Schrock, pelo desenvolvimento do método de metátese em síntese orgânica, com referência explícita à sua contribuição para a química verde. [14] Uma revisão de 2005 identificou três desenvolvimentos chaves na química verde no campo da síntese orgânica: uso do dióxido de carbono supercrítico como o solvente verde, peróxido de hidrogênio aquoso para oxidações limpas e o uso do hidrogênio na síntese assimétrica. 
- Hidrazina

Se fizermos uma analogia, é possível identificar o Princípio 2, citado acima, no processo de peróxido para produzir hidrazina sem cogeração de sal. A hidrazina é tradicionalmente produzida pelo processo Olin Raschig a partir de hipoclorito de sódio (o ingrediente ativo em muitos branqueadores) e amônia. A reação líquida produz um equivalente de cloreto de sódio por cada equivalente do produto alvo hidrazina: [15]
NaOCl + 2NH3 → H2N-NH2 + NaCl + H2O
No processo de peróxido mais verde, utiliza-se peróxido de hidrogênio como oxidante, sendo o produto secundário água. A conversão líquida é a seguinte:
2NH3 + H2O2 → H2N-NH2 + 2H2O
De acordo com o Princípio 4, este processo não requer solventes de extração auxiliares. A metiletilcetona é utilizada como veículo para a hidrazina, facilitando o processamento sem a necessidade de um solvente de extração.
- Ácido succínico

O ácido succínico é uma substância química de plataforma que é um importante material de partida nas formulações dos produtos do dia-a-dia. Tradicionalmente, o ácido succínico é produzido a partir de matérias-primas à base de petróleo. BioAmber desenvolveu um processo e tecnologia que produz ácido succínico a partir da fermentação de matérias-primas renováveis a um custo mais baixo e menor gasto de energia do que o equivalente de petróleo. [16]
- Interistificação de gorduras

Em 2005, Archer Daniels Midland (ADM) e Novozymes ganhou o Prêmio Sintéticos Mais Verdes por seu processo de interesterificação enzimática. Em resposta ao pedido de rotulagem de gorduras trans sobre a informação nutricional pela US Food and Drug Administration (FDA), a Novozymes e a ADM trabalharam em conjunto para desenvolver um processo enzimático limpo para a interesterificação de óleos e gorduras através do intercâmbio entre saturado e insaturado. O resultado são produtos comercialmente viáveis sem gorduras trans. Além dos benefícios para a saúde humana da eliminação de gorduras trans, o processo reduziu o uso de produtos químicos tóxicos e água, impede grandes quantidades de subprodutos e reduz a quantidade de gorduras e óleos desperdiçados.

## Legislação e Química Verde
Em alguns países existem leis que buscam adentrar as indústrias aos princípios da química verde.
No Estados Unidos, por exemplo, a lei que rege a maioria dos produtos químicos industriais (excluindo pesticidas, alimentos e produtos farmacêuticos) é a Lei de Controle de Substâncias Tóxicas (TSCA) de 1976. Há também a Lei de Prevenção da Poluição, aprovada em 1990, que ajudou a promover novas abordagens para lidar com a poluição, prevenindo os problemas ambientais antes que eles aconteçam.
Na União Europeia, foi criado, em 2007, o programa REACH (Registration, Evaluation, Authorisation, and Restriction of Chemicals, em português Registo, Avaliação, Autorização e Restrição de Produtos Químicos), que exige que as empresas forneçam dados que demonstrem que os seus produtos são seguros. O presente regulamento (1907/2006) garante não só a avaliação dos perigos dos produtos químicos, mas também os riscos durante a sua utilização, bem como inclui medidas para proibir ou restringir/autorizar a utilização de substâncias específicas. A ECHA, (EU Chemicals Agency in Helsinki, em português Agência Europeia dos Produtos Químicos), em Helsínquia, está a implementar o regulamento, enquanto que a aplicação recai sobre os Estados-Membros da UE. Aprovada em 1990, a Lei de Prevenção da Poluição ajudou a promover novas abordagens para lidar com a poluição, prevenindo os problemas ambientais antes que eles aconteçam.

## A ambiguidade do termo
Há ambiguidades na definição de “química verde” e em como ela é compreendida entre as mais amplas comunidades científicas, políticas e empresariais. Mesmo dentro da química, os pesquisadores usam o termo "química verde" para descrever uma gama de trabalho independentemente da estrutura apresentada por Anastas e Warner (ou seja, os 12 princípios). Embora nem todos os usos do termo sejam legítimos, muitos ainda são. Mais amplamente, a ideia de química verde pode facilmente ser ligada (ou confundida) com conceitos relacionados como engenharia verde, design ambiental ou sustentabilidade em geral. A complexidade e natureza da química verde torna difícil conceber métricas claras e simples. Como resultado, "o que é (de fato) verde" é muitas vezes aberto a debate.

## Curiosidade: Química Verde na Educação
Muitas instituições oferecem cursos em Química Verde. Exemplos de todo o mundo são a Universidade Técnica da Dinamarca e várias nos EUA. Um curso de mestrado em Tecnologia Verde foi introduzido pelo Instituto de Tecnologia Química, na Índia. Na Espanha, diferentes universidades, como a Universidade de Jaime I ou a Universidade de Navarra, oferecem mestrados de Química Verde. Há também sites com foco na química verde, como o Michigan Green Chemistry Clearinghouse: www.migreenchemistry.org.